# Kristýna Hrušínská
Kristýna Hrušínská (* 5. března 1985 Praha) je česká herečka, dcera herců Jana Hrušínského a Miluše Šplechtové a manželka režiséra a scenáristy Matěje Balcara.
Vystudovala Střední odbornou školu cestovního ruchu, obor průvodcovství. Následně byla přijata na Divadelní fakultu AMU do ročníku k Janu Bornovi a Ivanu Rajmontovi. Domovskou scénou je Divadlo Na Jezerce. Rolí Clarice v Goldoniho Sluhovi dvou pánů hostovala v činohře Národního divadla..

Vdala se za režiséra Matěje Balcara, se kterým má syny Vojtěcha (* 2017) a Jakuba (* 2022).

## Filmografie
- Pojišťovna štěstí – 2004
- Hodina klavíru – 2007
- Setkání v Praze, s vraždou – 2008
- Nemocnice na kraji města – nové osudy – 2008
- Sluha dvou pánů – 2010 (divadelní záznam)
- Podivný flám – 2012
- Vyprávěj IV. – 2012 (role: Andrea)
- Podoba lásky – 2013 (role: Verunka)
- Girra – 2013 (studentský film UTB ve Zlíně, režie: J. Zvoníček)
- Doktoři z Počátků – 2015 (role: pošťačka)
- Vánoční Kameňák – 2015 (role: Julča)
- Modrý kód – 2017–2018
- Rodinné vztahy – 2018, díl: Nejdřív dítě, potom první pusa
- Ulice – 2021 (role: Vanda)
- Pánský klub – 2022 (role: Linda)
- Podivný flám - 2025 (role: Marie)

## Divadlo Na Jezerce
- Podivný flám (2025) - Matěj Balcar - role Kristýna
- Občan první jakosti (2022) – Matěj Balcar - role Andrea
- Mašíni (2020) – Jan Jirků – role Kristýna
- Naprostí Cizinci (2020) – Paolo Genovese / Matěj Balcar – role Carlotta
- Pánský klub (2019) – Matěj Balcar – role Linda
- Už je tady zas (2017) – Timur Vermes / Matěj Balcar – role Věra
- Tři v tom (2015) – Jaroslav Vostrý – role Kolombína
- Cesta kolem světa (2014) - Jiří Janků - role Femina Jones
- Charleyova teta (2009)